# Fuchshexe
Die Fuchshexe ist eine Sagengestalt, die überwiegend aus der Sagenwelt der Alpen, aber auch aus anderen deutschsprachigen Regionen bekannt ist. Der Unterschied zur fernöstlichen Fuchsfee besteht vor allem darin, dass sich in den europäischen Sagen eine Menschenfrau in einen Fuchs verwandelt, wohingegen in Japan, China und Korea ein Fuchsgeist die Gestalt einer Frau annimmt, um Erlösung zu erlangen.

## Verwandlung
Es handelt sich bei der Fuchshexe in erster Linie um eine Hexe, die sich in die Gestalt eines Fuchses verwandelt. Dahinter steckt meist die Absicht, Böses zu tun. In Gestalt eines Fuchses narrt sie oftmals den Jäger, doch wenn er das vermeintliche Tier mit seiner Waffe verletzt, wird die Hexe bisweilen dadurch identifiziert, dass sich bei der Frau eine Verletzung am gleichen Körperteil zeigt wie beim Fuchs.
Eine zweite Kategorie der „Fuchshexe“ ist eine Frau, die von einer Hexe in eine Füchsin verwandelt wurde. Sie wird in der Regel dadurch erlöst, dass ein Wanderer oder Jäger ein angebundenes Tier findet und sie befreit. Später dann trifft er eine Frau, die sich als die Verwandelte zu erkennen gibt und ihm ihren Dank bezeigt. Dieser Dank besteht meist in einer Vergütung oder einem Geschenk, manchmal aber kommt es auch zur Heirat.

## Beispiele
Nur sehr selten werden die Fuchshexen bei ihrem Namen genannt, was auf eine starke Tabuisierung hindeutet. In der Schweizer Sage Die Fuchshexe und der Kummetbach beobachteten zwei Knaben einen Fuchs, der durch das Kummettal in Richtung Regliberg hinaufschlich, um sich droben auf dem Sewli als Katharina Wyrsch zu entpuppen, die schon lange im Verdacht der Hexerei gestanden hatte. Bald darauf ließ ein Gewitter den Kummetbach stark anschwellen und bedrohte ganz Attinghausen.
Als „Fuchshexe“ könnte man auch Christiana Morhauptin, eine Hexe aus dem 17. Jahrhundert bezeichnen. Sie soll den Bürgermeister von Bamberg, Johannes Junius, zu einer Liebschaft und der Teilnahme an Hexensabbaten gezwungen haben, wobei er sie „Füchsin“ nennen musste.
Aus der deutschen Literatur ist durch die Erzählung Thrin Wulfen von Ernst Moritz Arndt (1769–1860) eine Fuchshexe bekannt, die sich dort vor den Augen einer „Pastorin“ (hier: Frau eines Pastors) in eine Füchsin verwandelt.
Aus Japan ist Tamamo no Mae bekannt, die bisweilen auch als „Fuchshexe“ bezeichnet wird, was sie im hier definierten Sinn freilich nicht ist, sondern nur ihre magischen Fähigkeiten im Zusammenhang mit der Tatsache, dass sie eine Fuchsfee war, andeutet.